# Thanatus firmetorum
Thanatus firmetorum is een spinnensoort in de taxonomische indeling van de renspinnen (Philodromidae).
Het dier behoort tot het geslacht Thanatus. De wetenschappelijke naam van de soort werd voor het eerst geldig gepubliceerd in 2003 door Muster & Konrad Thaler.